# 5737 (année hébraïque)
5737 (hébreu : ה'תשל"ז , abbr. : תשל"ז) est une année hébraïque qui a commencé à la veille au soir du 25 septembre 1976 et s'est finie le 12 septembre 1977. Cette année a compté 353 jours. Ce fut une année simple dans le cycle métonique, avec un seul mois de Adar. Ce fut la quatrième année depuis la dernière année de chemitta.
En l'an 5737, l'État d'Israël a fêté ses 29 ans d'indépendance.

## Calendrier
Ce calendrier hébraïque de l'année 5737 donne les correspondances avec les dates du calendrier grégorien.
Le premier nombre dans chaque case correspond au jour du mois hébraïque. Les jours en couleurs sont des jours remarquables juifs ou israéliens.
| ◄◄ | 5737 | ►► |

## Événements
- Arrestation à Paris de Mohammed Daoud Odeh, un activiste palestinien soupçonné d'avoir participé à la prise d'otages et à l'assassinat d'athlètes israéliens aux Jeux olympiques de Munich de 1972.
- Jimmy Carter relance les pourparlers de paix. Israël refuse tout entretient avec l’OLP.
- Jimmy Carter répond à Israël que la question palestinienne doit être résolue et que les réfugiés doivent avoir une terre (homeland). Au Caire, le XIIIe CNP examine la question de la participation de l’OLP à la conférence de Genève. Le refus de la résolution 242 est rappelé. Toutefois l’OLP affirme son intention d’être à Genève et laisse entendre qu’elle pourrait envisager la création d’un État palestinien dans les territoires occupés, signifiant l’acceptation d’une coexistence possible avec Israël.
- Liban: Assassinat de Kamal Joumblatt. Son fils Walid le remplace à la tête de la communauté druze. Le Mouvement national se désagrège au profit de l’OLP, seule organisation capable de mettre sur pied une administration semblable à celle du secteur chrétien. Israël soutient les milices chrétiennes au Liban Sud et établit une ligne rouge (le fleuve Litani) que les Syriens ne doivent pas franchir.
- Menahem Begin arrive au pouvoir en Israël. Il accepte le principe de la conférence de Genève mais refuse la participation des Palestiniens. Le Likoud au pouvoir n’entend céder aucune conquête aux Palestiniens en vue de réaliser un « Grand Israël ».
- Extension de la législation israélienne à la Cisjordanie et à la bande de Gaza.

## Naissances
- Ariel Zeevi
- Jonathan Erlich
- Idan Raichel

## Décès
- Man Ray
- Pinhas Kehati

5732 - 5733 - 5734 - 5735 - 5736 - 5737 - 5738 - 5739 - 5740 - 5741 - 5742